# Jüdischer Friedhof Wenkheim

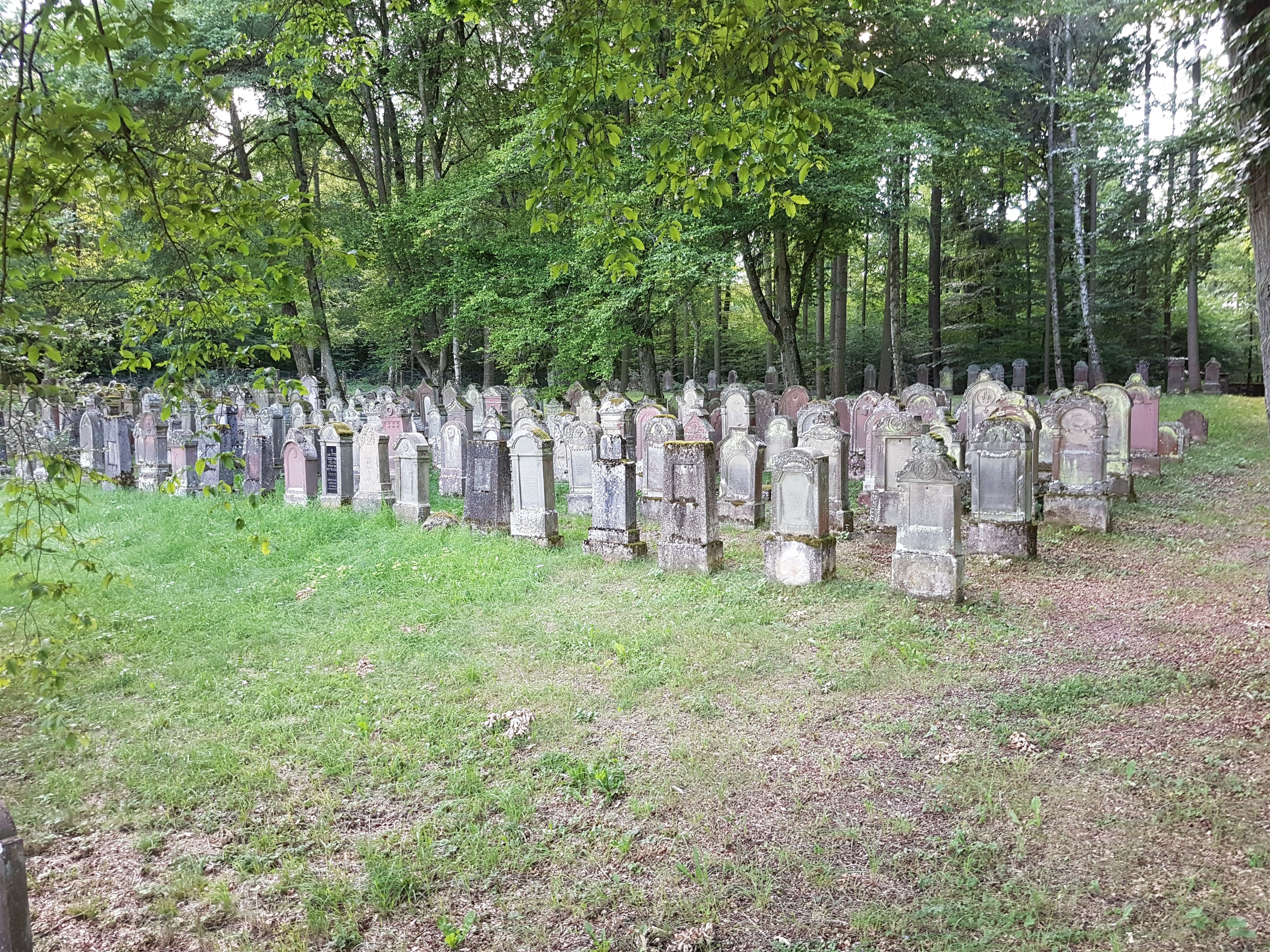
Der neuere Teil des jüdischen Friedhofs in Wenkheim

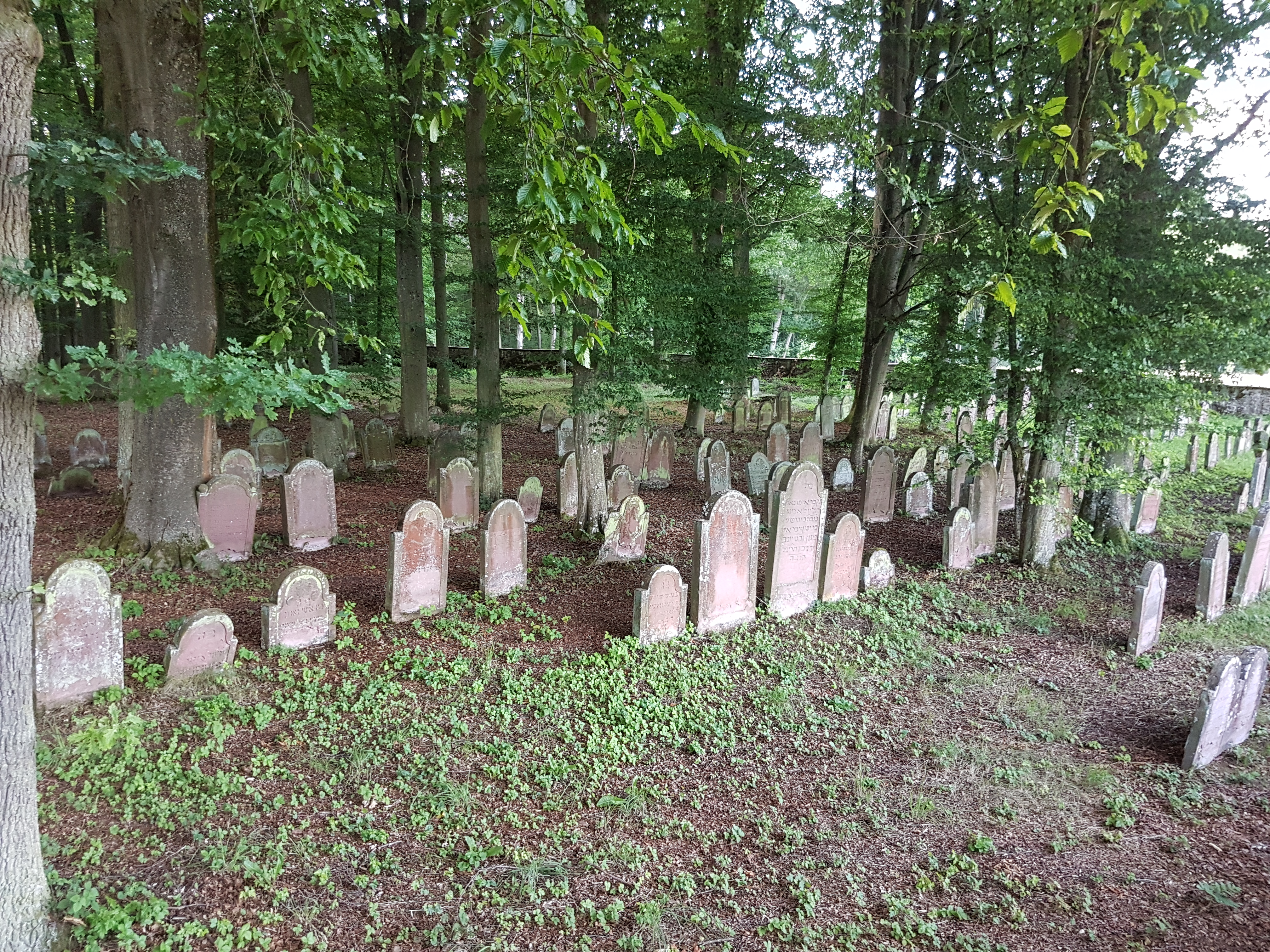
Der ältere Teil des jüdischen Friedhofs

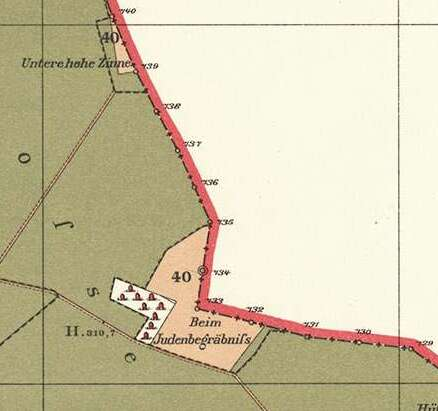
"Beim Judenbegräbnis", Gemarkung Wenkheim, 1909

Der Jüdische Friedhof Wenkheim ist ein jüdischer Friedhof in Wenkheim, einem Ortsteil der Gemeinde Werbach im Main-Tauber-Kreis im nördlichen Baden-Württemberg. Der jüdische Friedhof ist ein Kulturdenkmal der Gemeinde Werbach.

## Geschichte
Ende des 16. Jahrhunderts wurde östlich des Ortes im Gewann Großer Wald, heute unmittelbar an der Landesgrenze zwischen Baden-Württemberg und Bayern, ein Friedhof angelegt. Auf einem Badischen Gemarkungsplan von 1909 zur Altgemeinde Wenkheim wurde der Friedhof als Beim Judenbegräbnis eingezeichnet. Auf dem Friedhof wurden auch die Toten bayerischer Grenzgemeinden beigesetzt beispielsweise aus Geroldshausen, Oberaltertheim und Unteraltertheim.
Im Jahr 1987 wurden vom Zentralarchiv zur Erforschung der Geschichte der Juden in Deutschland Fotos von allen Grabsteinen aufgenommen. Unter Verwendung dieser Fotos wurde 1996 eine Grunddokumentation des jüdischen Friedhofs durch das Landesamt für Denkmalpflege Baden-Württemberg erstellt. Der jüdische Friedhof hat eine  Fläche von 55,80 Ar und heute sind noch 674 Grabsteine vorhanden. Der älteste Grabstein ist von 1714, die letzte Bestattung fand 1939 statt.